# Gubernium lwowskie
Gubernium Królestwa Galicji i Lodomerii (niem. Landes-gubernium der Königreichen Galizien und Lodomerien) – austriacki kolegialny urząd zarządzający Galicją w latach 1773–1849, zastąpiony przez Namiestnictwo.
Po pierwszym rozbiorze z ziem polskich wcielonych do monarchii Habsburgów wzorując się na krajach austriacko-czeskich stworzono nowy aparat administracyjny. Od razu zniesiono dawny samorząd szlachecki w jego miejsce wprowadzając Sejm Stanowy (Stany Galicyjskie) we Lwowie działający w latach 1782–1788 i 1817–1861. Nie miał on konkretnych kompetencji ustawodawczych i składał się on z przedstawicieli czterech stanów: magnatów, rycerzy, duchowieństwa i mieszczaństwa. Warto nadmienić że ziemie przejęte w 1795 r. przez Austrię w ramach trzeciego rozbioru Polski utworzyły początkowo odrębny kraj koronny w ramach monarchii habsburskiej – Galicję Zachodnią (West-Galizien) lub Nową Galicję (Neu-Galizien), który podzielono na 12 cyrkułów. W 1803 kraj ten podzielono na 6 cyrkułów i podporządkowano gubernium we Lwowie. W 1809 tereny te wraz z cyrkułem zamojskim weszły w skład Księstwa Warszawskiego, a potem Królestwa Polskiego wyjąwszy okręg krakowski (Wolne Miasto Kraków), który ostatecznie wszedł do Galicji po powstaniu krakowskim w 1846 r. W latach 1809–1815 okręg tarnopolski znajdował się przejściowo pod władaniem Rosji.
Najistotniejsza zmiana w tym czasie dotyczyła administracji kraju z którego utworzono gubernatorstwo, a którego administrowanie powierzono gubernatorowi z kolegialnym gubernium z siedzibą we Lwowie, podlegającemu Zjednoczonej Kancelarii Nadwornej w Wiedniu. W skład gubernium poza gubernatorem wchodzili radcy gubernialni (Gubernialrathe), mianowani przez panującego. Podlegali mu starostowie (Kreishauptmann) stojący na czele cyrkułów (Kreis). W latach 1772–1867 cyrkuł był podstawową jednostką rządowej administracji terenowej w Galicji, było ich początkowo w 1773 – 6, następnie 18. Podlegały im dominia i magistraty. Gubernator przewodniczył także Sejmowi Stanowemu i jego wydziałowi, który w zasadzie mógł obradować tylko nad kwestami przedstawionymi przez gubernium we Lwowie i galicyjską kancelarię nadworną w Wiedniu, Gubernator zarządzał także finansami kraju oraz sprawami podatkowymi. Podporządkowane mu były Izby Skarbowe ((Finanzstelle) oraz osobne Urzędy skarbowe i płatnicze (Fiscal- und.Zahlamt), a od 1830 także urzędy zajmujące się podatkami pośrednimi {Cameralgefallenverwaltung). Od czasów Józefa II podporządkowano mu także Dyrekcję Policyi (Polizeidirection) we Lwowie, a później także Dyrekcję Górniczą i Salinarną. Reforma józefińska z lat 1782–1784 wyodrębniła i usamodzielniła od władzy gubernium sądownictwo wcześniej mu podporządkowane, m.in. zlikwidowano wówczas Najwyższy sąd gubernatorski we Lwowie pod przewodnictwem gubernatora, który był instancją odwoławczą dla wszystkich niższych sądów galicyjskich przekazując jego kompetencje nowo utworzonemu Trybunału cesarsko-królewskiego (tribunale caesareo-regium). Ten system zarządu Galicją został zmieniony na mocy postanowień konstytucji z 1848 który zlikwidował gubernium galicyjskie wprowadzając w to miejsce w 1849 Namiestnictwo galicyjskie.

## Gubernatorzy Galicji

### gubernatorzy
- 20.10.1772 – 01.1774 – Johann Baptist Anton von Pergen
- 01.1774 – 06.1774 – Andreas Hadik von Futak
- 06.1774 – 06.1780 – Heinrich Josef Johann von Auersperg
- 06.1780 – 10.1794 – Joseph Brigido
- 10.1794 – 07.1795 – Joseph Mailath de Szekely
- 07.1795 – 02.1801 – Jan Gaisruck
- 02.1801 – 08.1801 – Josef Franz da Paula von Sweerts-Sporck
- 08.1801 – 07.1806 – József Úrményi
- 07.1806 – 03.1810 – Christian Wurmser
- 03.1810 – 03.1815 – Peter von Goëss
- 03.1815 – 26.05.1815 – Georg Oechsner
- 26.05.1815 – 01.08.1815 – Ferdynand Fryderyk von Württemberg
- 01.08.1815 – 11.1822 – Franz von Hauer
- 11.1822 – 08.1826 – Ludwig von Taaffe

### Generalni gubernatorzy
- 08.1826 – 09.1832 – August Longin Lobkowicz
- 12.10.1832 – 2.07.1846 – Ferdynand Karol Józef Habsburg-Este
- 02.07.1846 – 08.1847 – Franz Krieg von Hochfelden
- 1.08.1847 – 06.1848 – Franz von Stadion
- 06.1848 – 07.1848 – Wilhelm von Hammerstein-Equord
- 30.07.1848 – 15.01.1849 – Wacław Zaleski